# Толеитска магматска серија
Толеитска магматска серија је једна од две главне серије магми, друга магматска серија је калко-алкална серија. Магматска серија је серија чланова који описују еволуцију мафичне магме, која је богата магнезијумом и гвожђем и од ње кристализацијом могу настати базалт или габро. Фракционом кристализацијом ове магме може се формирати фелзична магма, која садржи мале количине магнезијума и гвожђа, а од ње кристализацијом настају риолит и гранит. Интернационална унија геолошких наука предложила је да се уместо термина толеит, користи термин толеитски базалт.

## Геохемијске карактеристике
Стене из серије толеитских магми су класификоване као субалкалне (садрже мање натријума него остали базалти), и јасно су раздвојене од стена калко-алкалних магми по редокс потенцијалу магме из које су кристалисале (толеитске магме су редуковане, калко-алкалне магме су оксидоване). Када кристалишу примарне базалтне магме, у њима се стварају форме оливина и пироксена које су богате магнезијумом, а сиромашне гвожђем. То узрокује да се садржај гвожђа у толеитским магмама повећава, јер из растопа кристалишу минерали сиромашни гвожђем. Међутим, калко-алкалне магме су довољно оксидоване да стварају значајне количине минерала магнетита, што условљава да је у њима садржај гвожђа зантно стабилнији него у толеитским магмама.

## Петролошке карактеристике
Као и у свим базалтима, и у овом типу стена доминирају клинопироксени и базични плагиоклас, са малим количинама гвожђе-титанијумских оксида. Такође може бити присутан и ортопироксен. У случају да је присутан оливин, може бити у директном контакту са неким од пироксена који имају малу количину калцијума. Може се јавити и кварц, у облику добро заобљених зрна, док су фелдспатоиди одсутни. Толеитски базалти могу садржати и стакласте масе.

## Геолошки контекст
Базалтне магме су парцијални растопи перидотита, који настају декомпресионим стапањем у Земљином мантлу. Толеитски базалти су најчешће вулканске стене на Земљи, због тога што настају субмаринским вулканизмом на средњоокеанским гребенима и граде највећи део океанске коре. МОРБ, акроним који означава базалте средњоокеанских гребена (од енглеског назива Mid Ocean Ridge Basalt), је тип толеитског базалта, карактеристичан по малој количини инкомпатибилних елемената. За разлику од њих, алкални базалти који нису типични за средњоокеанске гребене, али се изливају на неким океанским острвима и континентима, су такође толеитски базалти.